# 에르번 베네마르스
에르번 베네마르스(네덜란드어: Erben Wennemars)로 알려져 있는 에흐버르트 롤프 베네마르스(네덜란드어: Egbert Rolf Wennemars,1975년 11월 1일~)는 네덜란드의 전직 스피드스케이팅 선수이다. 올림픽에 3회 참가했으며 2006년 동계 올림픽에서 남자 500m 종목과 단체 추월 종목에서 동메달을 획득했다. 또한 세계 종목별 선수권 대회에서 금메달 6개를 포함한 메달 11개를 획득했고 세계 스프린트 선수권 대회에서 금메달 2개, 동메달 2개를 획득했다.
베네마르스는 선수로 활동하는 동안 세계 기록 6회 갱신했다.